# Monoxenus tridentatus
Monoxenus tridentatus är en skalbaggsart som först beskrevs av Aurivillius 1903.  Monoxenus tridentatus ingår i släktet Monoxenus och familjen långhorningar.
Artens utbredningsområde är Gabon. Inga underarter finns listade i Catalogue of Life.